# Bekohlungsanlage
Eine Bekohlungsanlage ist eine Betriebseinrichtung oder selbständige Anlage, die der Entladung, Lagerung und Einlagerung von Steinkohle sowie der Beschickung von Dampfkesseln mit Steinkohle dient.

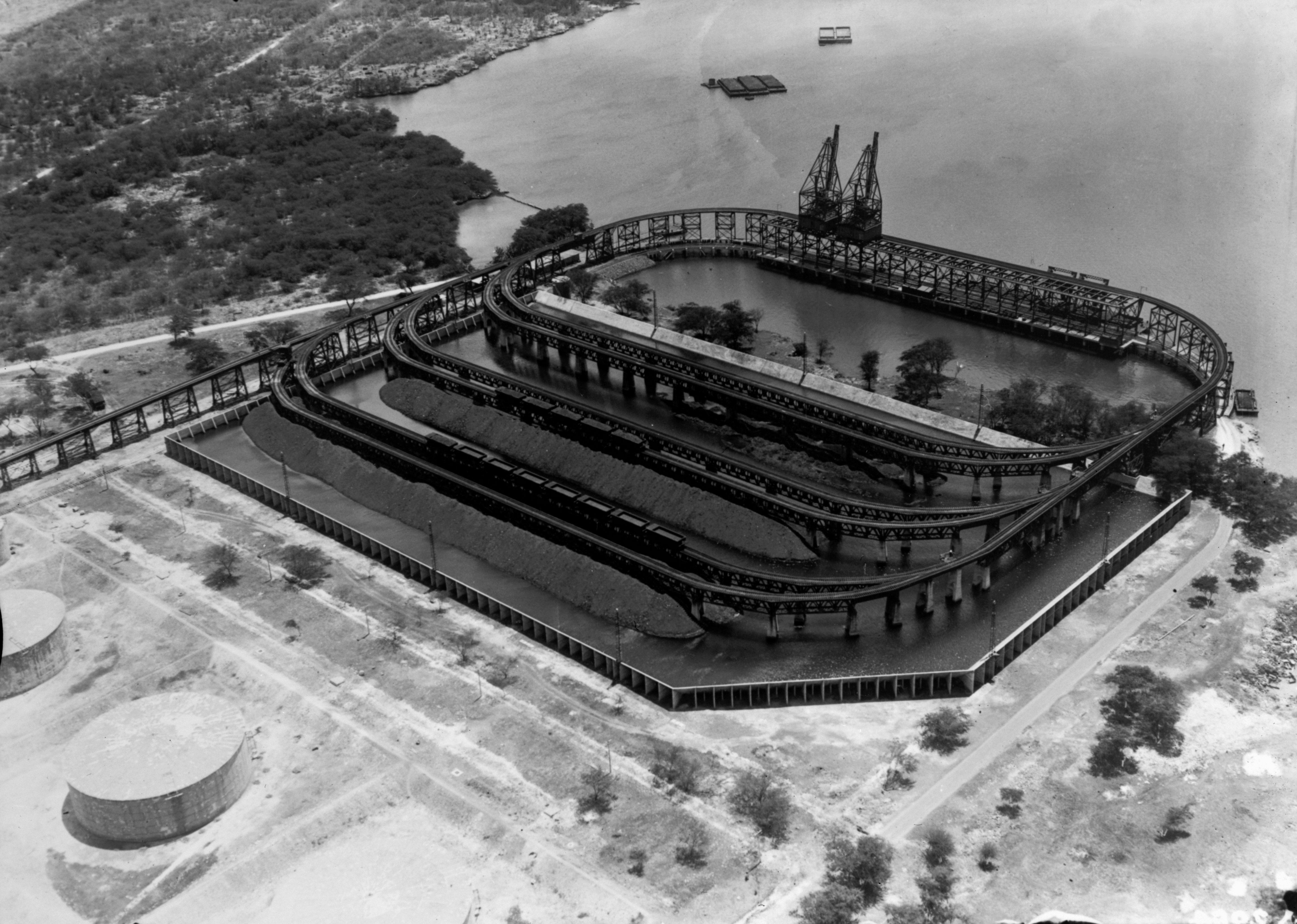
Bekohlungsanlage im U.S. Marinestützpunkt Pearl Harbor, 1919

In der TRD 413 ist die Bekohlungsanlage ein Anlagenteil der Befeuerungsanlage.
Für Wirbelschichtfeuerungen definiert die TRD 415 Bekohlungsanlagen als Einrichtungen zur Förderung und Verteilung von Feststoffen zu den Bunkern und Silos.
Bekohlungsanlagen werden eingesetzt beim Betrieb von
- Dampflokomotiven,
- Dampfschiffen und
- Kohlekraftwerken.